# Bassa de Can Català
La bassa de Can Català és una antiga bassa que actualment s'aprofita per al tractament terciari natural d'aigües depurades de la depuradora del riu Ripoll al seu pas per Sabadell. Està situada a l'antic meandre i l'horta del mas de Can Català, a la riba esquerra del riu Ripoll, just davant del molí d'en Font. De la masia de Can Català només en queden les runes i és una de les masies de Sabadell que l'Ajuntament no ha conservat.
La bassa actual és una zona humida destinada a aprofitar les possibilitats que ofereixen les plantes aquàtiques, que a part del seu caràcter paisatgístic i ecològic, contribueixen a millorar la qualitat de les aigües que provenen de la planta de depuració de Can Roqueta. Les espècies vegetals són: el canyís (Phragmites sp) i la boga (Typha sp.), i d'altres amb menys densitat, com el jonc (Juncus sp.), el càrex (Carex sp.) i el lliri groc (Iris pseudacorus). Les arrels d’aquestes espècies actuen com a filtre de depuració natural. El cabal màxim d’aigües depurades és de 970 m3/dia, que s'aporten al riu i contribueixen a millorar la qualitat de l’aigua, tant superficial com subterrània. La superfície que ocupa aquesta depuració és de 17.000 m2.
La creació d'aquesta bassa ha fet que es retorni al riu aigua filtrada de qualitat i n'ha fet possible la renaturalització. La recuperació del Ripoll ha fet possible la reaparició de diverses espècies d’aus que hi nidifiquen, com ara l'ànec verd, el cabusset o les polles d’aigua. També s'hi han pogut observar altres espècies com el blauet, el bernat pescaire, les garcetes i l'esplugabous, com també corbs marins a l’hivern. La millora de la qualitat de l’aigua ha fet possible l’augment progressiu de la diversitat biològica i al riu hi podem trobar, a més de les aus, algunes espècies de peixos com bagres, barbs, carpes, gambúsies i perques negres.
Des del punt de vista d'ordenació, l’espai disposa d’una zona de mirador amb pantalla i a la riba contrària del riu hi ha una àrea de pícnic.

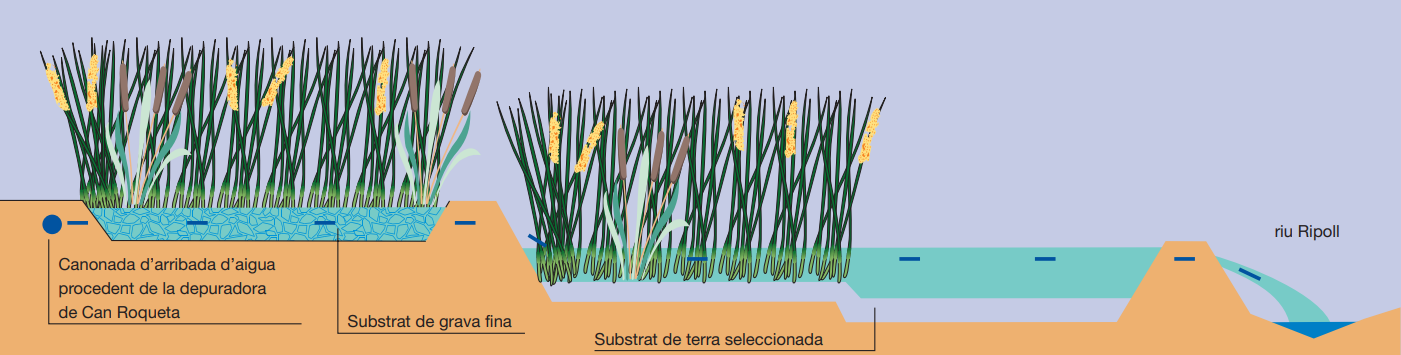
Com funciona el sistema de filtratge d'aigua provinent de la depuradora de Can Roqueta amb les plantes aquàtiques de la bassa.